# Profaza
Profaza u mitozi označava početak M-faze. Profazu karakteriše prisustvo maksimalno izduženih hromozoma končastog izgleda, mrežasto isprepletanih po celom jedru. Na svaki kraj ćelije tj. na polove, odlazi po jedan par centriola budući da je došlo do njihovog dupliranja u G2 fazi interfaze.
Migracija centriola na suprotne polove ćelije odvija se na taj način što parovi centriola, koji nakon dupliranja stoje u neposrednoj blizini, intenzivno sintetišu mikrotubule koje se umeću između njih kao zračno uobličene niti. Kako polimerizacija mikrotubula napreduje ove niti se sve više izdužuju i potiskuju centriole na suprotne krajeve ćelije. Figura koja u ovom procesu nastaje naziva se mitotsko deobeno vreteno. 
Krajem ove faze hromozomi postaju vidljivi, kraći, deblji i tamnije su boje, a uzdužno su podeljeni na dve identične hromatide koje su spojene centromerom. Na svakoj centromeri dolazi do formiranja dva kinetohora, po jedan na svakoj hromatidi, smeštenim na suprotnim stranama hromozoma. Kinetohor predstavlja proteinski kompleks za koji će se vezati određeni tip mikrotubula, odnosno niti deobnog vretena tzv. kinetohorne mikrotubule. Ostale mikrotubule predstavljaju polarne mikrotubule i one se protežu između suprotno postavljenih parova centriola, ali u predelu ekvatora ne dolaze u kontakt sa hromozomima. U humanim somatskim ćelijama za jedan kinetohor se zakači u proseku 30 mikrotubula.
Profaza mejoze je mnogo složeniji proces, koji uključuje nekoliko potfaza, u kojima se dešavaju značajne pojave u rekombinovanju genetičkog materijala.